# Arhimandrit
Arhimandrit (grško ἀρχιμανδρίτης, latinizirano: arhimandritēs) je naziv, ki se uporablja predvsem v Vzhodnih pravoslavnih in Vzhodnih katoliških Cerkvah. Prvotno je pomenil priorja, ki ga je škof imenoval za nadzornika priorjev (igumanov) več samostanov ali za priorja kakšnega zelo velikega in pomembnega samostana.
Lahko je bil tudi samo časten naslov, ki ni bil povezan  z nobenim samostanom. Podeljeval se je klerikom kot znak spoštovanja ali hvaležnosti za službovanje v Cerkvi. Podeljeval se je samo tistim klerikom, ki so se zavezali za celibat, se pravi menihom. Poročen klerik je lahko dobil samo naslov nadduhovnik.

## Zgodovina
Izraz arhimandrit je grškega izvora. Prvi del izraza, ἀρχι/archi, ki pomeni najvišji, bi lahko izhajal tudi iz izraza  archon,  vladar. Drugi del izraza izhaja iz korena   μάνδρα/mandra, ki pomeni  ograjen prostor, ogrado  ali obor, in se nanaša na samostan. Za primerjavo: za kongregacijo se uporavlja izraz čreda.
Naziv je v rabi že od 5. stoletja,  čeprav  je bil prvič omenjen v pismu Epifanu,  priloženemu v njegovemu Panariju  (okoli 375). Paladijev Lavzaik morda dokazuje, da se je uporabljal že v 4. stoletju za sv. Pahomija.
Ko je nadziranje samostanov prešlo na drugege škofijskega uradnika – velikega sakelarija (zakristijana), je arhimandrit postal časten naziv priorjev pomembnih samostanov. Priorji običajnih samostanov so ostali igumani.

## Kijevska metropolija
V Kijevski metropoliji je bil sprva časten naziv. Rokopis iz leta 1174 omenja igumana Polikarpa iz Kijevskega samostana kot "igumana arhimandrita".

## Rusija
Ruska pravoslavna cerkev je leta 1764 posvetila svoje samostane in jih razvrstila v tri kategorije. Naziv arhimandrit so dobili samo priorji samostanov prve in druge kategorije. Priorji tretje kategorije so ostali igumani. 
Arhimandriti in igumani imajo enake dolžnosti. Edina razlika med njimi je oprava med bogoslužjem; igumani nosijo preprosta meniška oblačila, arhimandriti pa tudi mitro in pastirsko palico (paterica). 
Ruska pravoslavna Cerkev izbira svoje škofe iz vrst arhimandritov. 

## Grčija
V Grčiji je arhimandrit duhovnik, ki je opravil meniške zaobljube in je teoretično kandidat za povišanje v škofa. Cerkve pod duhovno jurisdikcijo štirih Vzhodnih pravoslavnih patriarhatov običajno zahtevajo, da imajo meniški duhovniki pred imenovanjem za arhimanrita univerzitetno teološko izobrazbo. Zahteva se včasih obide, če ima kandidat izjemne dosežke na kakšnem drugem področju, na primer humanističnem ali znanstvenem.

## Raba na Zahodu
Arhimandrit, ki ni prior, se običajno naslavlja z "zelo spoštovani arhimandrit", medtem ko se arhimandrit prior naslavlja s "pravi spoštovani arhimandrit".
Naziv se pojavlja v 7. poglavju Regulae Columbani. Du Cange navaja tudi nekaj drugih primerov rabe naziva arhimandrit v latinskih dokumentih. Beseda se na Zahodu nikoli ni prijela, verjetno zaradi nasprotij med latinskim in grškim/slovanskim krščanstvom.

## Sklic
1. ↑  Chisholm, Hugh, ur. (1911). Archimandrite . Encyclopædia Britannica. 2 (11th ed.). Cambridge University Press. str. 368.

## Vir
- Dictionnaire d'archéologie chrétienne et de liturgie (v francoščini).